# Osage Hills

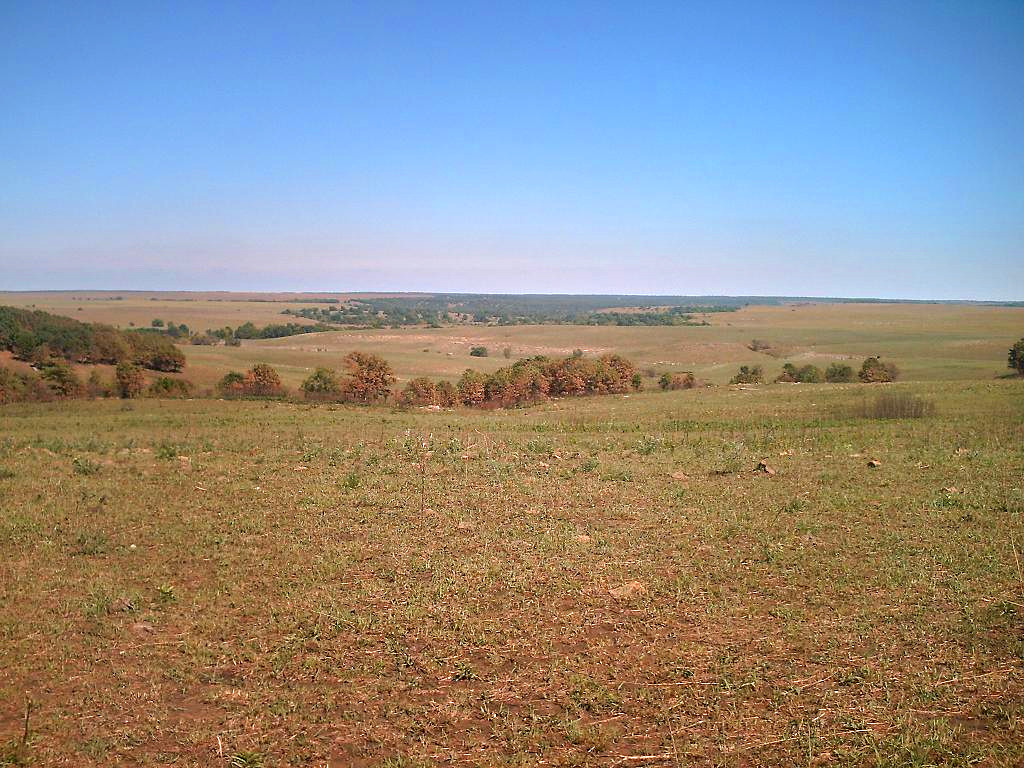
Foto de Tallgrass Prairie Preserve en el oeste de las colinas Osage Hills.

Osage Hills (en español Colinas Osaje) es una zona montañosa de Oklahoma, comúnmente conocida como The Osage. El nombre hace referencia a las amplias colinas onduladas y a la ondulada pradera de pasto alto y Cross Timbers que abarca el condado de Osage y las áreas circundantes, incluidas partes de los condados de Mayes, Tulsa, Washington y Kay. El Osage es la extensión sur de Flint Hills en Kansas.

## Osage
Osage contiene algunos de los remanentes más grandes que quedan de la pradera de pastos altos que cubrieron gran parte de las Grandes Llanuras (véase Tallgrass Prairie Preserve (Reserva de la pradera Hierba Alta). Por lo general, los kansans se refieren a la porción norte de este mismo sistema de pradera como Flint Hills.
Históricamente, la mayor parte de esta área fue la última reserva de los indios Osage y sus entornos accidentados escondieron forajidos y actividad ilícita hasta bien entrado el siglo XX. El Nellie Johnstone No. 1, un pozo perforado cerca de lo que hoy es Bartlesville, llegó al petróleo el 15 de abril de 1897 y se convirtió en el primero de los miles de pozos petroleros comerciales en Oklahoma. Los indios Osage se habían aferrado sabiamente a sus derechos mineros después de la disolución del sistema de reservas, y las regalías del petróleo debajo de las colinas los convertían una de las tribus más ricas de la nación.
Las atracciones prominentes en Osage Hills incluyen: el Parque Estatal Osage Hills; el Museo Gilcrease de Tulsa (que tiene extensos jardines que cubren 23 acres (93 077,8 m²), Woolaroc y Tallgrass Prairie Preserve de The Nature Conservancy que ofrecen largas vistas de praderas de pasto alto y manadas de búfalos, y Kaw Lake (Río Kaw) y el río Arkansas en Kay Country, que forman el límite occidental del Osage.
Varias empresas u organizaciones en el área usan Osage Hills para identificarse con el área; incluyendo las Escuelas Públicas de Osage Hills en Bartlesville y Osage Hills State Park al oeste de Bartlesville. Otras áreas dentro de Oklahoma, Kansas y Missouri también pueden usar el nombre "Osage Hills", aunque puede que no estén dentro del área específica de Osage Hills.